# Live in Opole 1976. A Late Night Recital
Live in Opole 1976. A Late Night Recital – album zespołu SBB, wydany w 2010 roku przez e-silesia.info.
Na ten dwupłytowy album składają się utwory zarejestrowane w czasie koncertu 28 czerwca 1976 roku w amfiteatrze w Opolu.
Koncert w okrojonej wersji doczekał się też emisji radiowej – wycięto z niej jednak fragment z pomysłem Józefa Skrzeka dotyczącym wprowadzenia w pewnym momencie na estradę zespołu ludowego Bierawianie, który wykonywał piosenki ludowe z akompaniamentem Minimooga oraz perkusji.

## Lista utworów
1. (Andrzej Jaroszewski – zapowiedź) [04:13]
2. (Józef Skrzek – zapowiedź) [02:22]
3. Wolność z nami – finał [05:04]
4. Światłowód (Wake Up) [04:37]
5. W kołysce dłoni twych (Ojcu) [10:47]
6. Odejście [20:31]
7. Bass [03:30]
8. Pamiętnik Rudigera [02:25]
9. Drums [03:38]
10. Wołanie o brzęk szkła (Born to Die) [22:58]
11. Drums-Battle I [02:21]
12. Bierawianie [08:14]
13. Drums-Battle II [02:33]
14. Świetlik [08:15]
15. Improv [05:09]
16. Z których krwi krew moja [04:28]

## Twórcy
- Józef Skrzek – wokal, gitara basowa, harmonijka ustna, instrumenty klawiszowe
- Apostolis Anthimos – gitara, perkusja
- Jerzy Piotrowski – perkusja